# Batalha de Brovary
A batalha de Brovary foi um engajamento militar durante a ofensiva de Kiev da invasão russa da Ucrânia em 2022 pelo controle do subúrbio de Brovary, situado a leste da capital da Ucrânia, Kiev . As forças russas avançaram para o oeste do sul de Chernihiv Oblast e foram engajadas pelas forças ucranianas. O controle do subúrbio foi contestado até a retirada das forças russas em 2 de abril de 2022.

## Batalha

### Março
Na noite de 9 de março de 2022, uma coluna de veículos blindados russos avançou para Brovary do norte pela rodovia M01. A coluna, composta por 6º e 239º Regimentos de Tanques da 90ª Divisão de Tanques de Guardas,  estava se movendo muito lentamente e incluía muitos veículos altamente desatualizados, como tanques T-72, descritos como inadequados para a guerra moderna por analistas do seguinte batalha. Além disso, o comboio era liderado por artilharia autopropulsada, como TOS-1, que eram alvos especialmente vulneráveis.
Em uma vila perto de Brovary, as forças ucranianas viram uma oportunidade de emboscar os russos e atacaram. Usando artilharia e mísseis antitanque, os ucranianos desativaram vários tanques e veículos blindados. Um soldado ucraniano afirmou mais tarde que os emboscadores haviam inicialmente alvejado o primeiro e o último veículo do comboio para prender o resto no meio. Nesse sentido, o ataque não foi totalmente bem-sucedido, pois os ucranianos não conseguiram interromper a rota de retirada dos russos. A coluna russa sofreu pesadas perdas e foi forçada a recuar. Autoridades ucranianas alegaram que o comandante do 6º Regimento de Tanques, coronel Andrei Zakharov, foi morto no confronto. Alguns soldados russos teriam fugido a pé para os bosques e vilarejos próximos.
Apesar da retirada da 90ª Divisão de Tanques de Guardas, intensos combates eclodiram nas aldeias a leste do local da emboscada, onde os combates duraram vários dias entre as tropas russas e ucranianas. Sobreviventes russos da emboscada atiraram contra civis nas aldeias, suspeitando que eles estivessem ajudando os defensores locais.
Em 12 de março, a Rússia alegou que suas tropas haviam desativado o principal centro militar ucraniano de comunicações e inteligência, localizado em Brovary. O prefeito de Brovary, Ihor Sapozhko, no entanto, afirmou: "Estamos prontos para eles".
Em 29 de março, a Rússia começou a bombardear a área de Brovary. Um armazém foi incendiado e as aldeias vizinhas sofreram grandes danos.
Em 30 de março, Sapozhko afirmou que as forças ucranianas haviam repelido os russos e recapturado as aldeias de Ploske, Svetilny e Hrebelky, com confrontos contínuos em Nova Basan.

### Abril
Em 1 de abril, a Ucrânia reivindicou a recaptura das aldeias de Rudnya, Shevchenkove, Bobryk, Stara Basan, Nova Basan, Makiyivka, Pohreby, Bazhanivka, Volodymyrivka, Shnyakivka, Salne, Sofiyivka e Havrylivka. Sapozhko afirmou que as forças russas "quase deixaram" todo o distrito de Brovary. Com as forças ucranianas envolvidas em operações de "limpeza".

Em 2 de abril de 2022, todo o Oblast de Kiev, onde Brovary está localizado, foi declarado livre de invasores pelo Ministério da Defesa ucraniano depois que as tropas russas deixaram a área.